# Globotruncanita
Globotruncanita es un género de foraminífero planctónico de la subfamilia Globotruncaninae, de la familia Globotruncanidae, de la superfamilia Globotruncanoidea, del suborden Globigerinina y del orden Globigerinida. Su especie tipo es Rosita stuarti. Su rango cronoestratigráfico abarca desde el Campaniense hasta el Maastrichtiense (Cretácico superior).

## Descripción
Globotruncanita incluía especies con conchas trocoespiraladas, generalmente biconvexas; sus cámaras eran inicialmente subglobulares y finalmente romboidales, y petaloideas, seleniformes o trapezoidales en el lado espiral; sus suturas intercamerales eran curvadas, elevadas y nodulosas (carenas circumcamerales en ambos lados); su contorno era lobulado, y redondeando o subpoligonal; su periferia era angulosa, monocarenada, con carena nodulosa; su ombligo era muy amplio, ocupando a veces la mitad del diámetro de la concha; su abertura principal era interiomarginal, umbilical a ligeramente umbilical-extraumbilical, protegida por un sistema de pórticos, que podían coalescer para formar una pseudotegilla que cubría la mayor parte del ombligo y que estaba provista de aberturas accesorias; presentaban pared calcítica hialina, finamente perforada con poros cilíndricos, con la superficie lisa o punteada.

## Discusión
Clasificaciones posteriores han incluido Globotruncanita en la superfamilia Globigerinoidea. Otras clasificaciones lo han incluido en la subfamilia Reissinae. Antiguamente se consideraba Globotruncanita un sinónimo subjetivo posterior de Globotruncana.

## Paleoecología
Globotruncanita incluía especies con un modo de vida planctónico, de distribución latitudinal cosmopolita, preferentemente subtropical a templada, y habitantes pelágicos de aguas intermedias a profundas (medio mesopelágico a batipelágico superior).

## Clasificación
Globotruncanita incluye a las siguientes especies:
- Globotruncanita atlantica †
- Globotruncanita calcarata †, también considerada como Radotruncana calcarata
- Globotruncanita conica †
- Globotruncanita elevata †
- Globotruncanita fareedi †
- Globotruncanita pettersi †
- Globotruncanita stuarti †
- Globotruncanita stuartiformis †
- Globotruncanita subspinosa †

Otras especies consideradas en Globotruncanita son:
- Globotruncanita insignis †
- Globotruncanita stuartoconica †

En Globotruncanita se ha considerado el siguiente subgénero:
- Globotruncanita (Elevatotruncana), considerado como género Elevatotruncana